# قائمة الوزيرات الجزائريات
القائمة تضم النساء اللواتي شغلن مناصب وزارية مختلفة في الحكومات الجزائرية:

## القائمة
| الاسم                | المنصب                                                                                              | الفترة               | الفترة             | حكومة                   | م             |
| الاسم                | المنصب                                                                                              | البداية              | النهاية            | حكومة                   | م             |
| -------------------- | --------------------------------------------------------------------------------------------------- | -------------------- | ------------------ | ----------------------- | ------------- |
| زهور ونيسي           | كاتبة الدولة للشؤون الاجتماعية                                                                      | 12 يناير 1982        |                    | حكومة عبد الغني الثالثة | [ 1 ]         |
| زهور ونيسي           | وزيرة الحماية الاجتماعية                                                                            | 22 يناير 1984        | 12 فبراير 1986     | حكومة الإبراهيمي الأولى | [ 2 ] [ 3 ]   |
| نفيسة حمود           | وزيرة الصحة                                                                                         |                      |                    | حكومة غزالي الأولى      |               |
| ليلى عسلاوي          | وزيرة الشبيبة والرياضة                                                                              |                      |                    | حكومة غزالي الأولى      |               |
| ليلى عسلاوي          | وزيرة الشبيبة والرياضة                                                                              | حكومة غزالي الثانية  |                    |                         |               |
| ليلى عسلاوي          | وزيرة الشبيبة والرياضة                                                                              | حكومة غزالي الثالثة  |                    |                         |               |
| ليلى عسلاوي          | كاتبة للدولة لدى وزير الشؤون الخارجية، مكلفة بالتضامن الوطني والأسرة                                | 15 أبريل 1994        |                    | حكومة سيفي الأولى       | [ 4 ]         |
| أنيسة بن عامر        | وزيرة التشغيل والتكوين المهني                                                                       | 16 أكتوبر 1991       |                    | حكومة غزالي الثانية     | [ 5 ]         |
| زهية منتوري          | وزيرة الصحة والشؤون الاجتماعية                                                                      | 22 فبراير 1992       |                    | حكومة غزالي الثالثة     | [ 6 ]         |
| مريم بلميهوب         | وزيرة مستشارة للشؤون القانونية والإدارية                                                            | 25 أكتوبر 1992       |                    | حكومة عبد السلام        | [ 7 ]         |
| سعيدة بن حبيلس       | وزيرة منتدبة لدى رئيس الحكومة مكلفة بالتضامن الوطني                                                 | 25 أكتوبر 1992       |                    | حكومة عبد السلام        | [ 7 ]         |
| عائشة هنية سميشي     | كاتبة الدولة لدى رئيس الحكومة، مكلفة بالتضامن الوطني والأسرة                                        |                      |                    | حكومة سيفي الثانية      |               |
| ربيعة مشرنن          | وزيرة منتدبة لدى رئيس الحكومة، مكلف بالتضامن الوطني العائلة                                         | 5 يناير 1996         |                    | حكومة أويحيى الأولى     | [ 8 ]         |
| ربيعة مشرنن          | وزيرة التضامن الوطني والعائلة                                                                       | 25 يونيو 1997        |                    | حكومة أويحيى الثانية    | [ 9 ]         |
| ربيعة مشرنن          | وزيرة التضامن الوطني والعائلة                                                                       | 15 ديسمبر 1998       |                    | حكومة حمداني            | [ 10 ]        |
| زهية بن عروس         | كاتبة للدولة لدى وزير الإتصال والثقافة، مكلفة بالثقافة                                              | 15 ديسمبر 1998       |                    | حكومة حمداني            | [ 10 ]        |
| خليدة تومي           | وزيرة الثقافة                                                                                       |                      |                    | حكومة بن فليس الثالثة   | [ 11 ]        |
| خليدة تومي           | وزيرة الثقافة                                                                                       | 26 أبريل 2006        |                    | حكومة أويحيى الرابعة    | [ 12 ]        |
| خليدة تومي           | وزيرة الثقافة                                                                                       | 1 مايو 2005          |                    | حكومة أويحيى الخامسة    | [ 13 ]        |
| خليدة تومي           | وزيرة الثقافة                                                                                       | 25 مايو 2006         |                    | حكومة بلخادم الأولى     | [ 14 ]        |
| خليدة تومي           | وزيرة الثقافة                                                                                       | حكومة أويحيى السادسة |                    |                         |               |
| خليدة تومي           | وزيرة الثقافة                                                                                       | حكومة أويحيى السابعة |                    |                         |               |
| خليدة تومي           | وزيرة الثقافة                                                                                       | حكومة أويحيى الثامنة |                    |                         |               |
| خليدة تومي           | وزيرة الثقافة                                                                                       | حكومة أويحيى التاسعة |                    |                         |               |
| خليدة تومي           | وزيرة الثقافة                                                                                       | حكومة سلال الأولى    |                    |                         |               |
| خليدة تومي           | وزيرة الثقافة                                                                                       | حكومة سلال الثانية   |                    |                         |               |
| بوثينة شريط          | وزيرة منتدبة لدى رئيس الحكومة، مكلفة بالأسرة وقضايا المرأة                                          | 17 يونيو 2002        |                    | حكومة بن فليس الثالثة   |               |
| بوثينة شريط          | وزيرة منتدبة لدى رئيس الحكومة، مكلفة بالأسرة وقضايا المرأة                                          |                      | 4 أكتوبر 2003      | حكومة أويحيى الثالثة    | [ 15 ]        |
| نوارة سعدية جعفر     | وزيرة منتدبة لدى رئيس الحكومة، مكلفة بالأسرة وقضايا المرأة                                          | 4 أكتوبر 2003        |                    | حكومة أويحيى الثالثة    | [ 15 ]        |
| نوارة سعدية جعفر     | وزيرة منتدبة لدى رئيس الحكومة، مكلفة بالأسرة وقضايا المرأة                                          | 26 أبريل 2006        |                    | حكومة أويحيى الرابعة    | [ 12 ]        |
| نوارة سعدية جعفر     | وزيرة منتدبة لدى رئيس الحكومة، مكلفة بالأسرة وقضايا المرأة                                          | 1 مايو 2005          |                    | حكومة أويحيى الخامسة    | [ 13 ]        |
| نوارة سعدية جعفر     | وزيرة منتدبة لدى وزير الصحة والسكان وإصلاح المستشفيات، مكلفة بالأسرة وقضايا المرأة                  | 25 مايو 2006         |                    | حكومة أويحيى السادسة    | [ 14 ]        |
| نوارة سعدية جعفر     | وزيرة منتدبة لدى وزير التضامن الوطني والأسرة و الجالية الوطنية بالخارج، مكلفة بالأسرة وقضايا المرأة |                      |                    | حكومة أويحيى السابعة    |               |
| نوارة سعدية جعفر     | وزيرة منتدبة لدى وزير التضامن الوطني والأسرة و الجالية الوطنية بالخارج، مكلفة بالأسرة وقضايا المرأة | حكومة أويحيى الثامنة |                    |                         |               |
| نوارة سعدية جعفر     | وزيرة منتدبة لدى وزير التضامن الوطني والأسرة و الجالية الوطنية بالخارج، مكلفة بالأسرة وقضايا المرأة | حكومة أويحيى التاسعة |                    |                         |               |
| نوارة سعدية جعفر     | وزيرة منتدبة لدى وزير التضامن الوطني والأسرة و الجالية الوطنية بالخارج، مكلفة بالأسرة وقضايا المرأة | حكومة بلخادم الأولى  |                    |                         |               |
| سعاد بن جاب الله     | وزيرة منتدبة لدى وزير التعليم العالي والبحث العلمي، مكلفة بالبحث العلمي                             | 4 أكتوبر 2003        |                    | حكومة أويحيى الثالثة    | [ 15 ]        |
| سعاد بن جاب الله     | وزيرة منتدبة لدى وزير التعليم العالي والبحث العلمي، مكلفة بالبحث العلمي                             | 1 مايو 2005          |                    | حكومة أويحيى الخامسة    | [ 13 ]        |
| سعاد بن جاب الله     | وزيرة منتدبة لدى وزير التعليم العالي والبحث العلمي، مكلفة بالبحث العلمي                             | 25 مايو 2006         |                    | حكومة بلخادم الأولى     | [ 14 ]        |
| سعاد بن جاب الله     | وزيرة التضامن الوطني والأسرة                                                                        |                      |                    | حكومة سلال الأولى       |               |
| سعاد بن جاب الله     | وزيرة التضامن الوطني والأسرة وقضايا المرأة                                                          |                      |                    | حكومة سلال الثانية      |               |
| فاطمة الزهراء بوشملة | وزيرة منتدبة لدى رئيس الحكومة، مكلفة بالجالية الوطنية بالخارج                                       | 17 يونيو 2002        | 6 سبتمبر 2003      | حكومة بن فليس الثالثة   | [ 11 ] [ 16 ] |
| ليلى حمو بوتليليس    | وزيرة منتدبة لدى وزير التعليم العالي والبحث العلمي، مكلفة بالبحث العلمي                             | 17 يونيو 2002        | 4 أكتوبر 2003      | حكومة بن فليس الثالثة   | [ 15 ] [ 17 ] |
| فتيحة منتوري         | وزيرة منتدبة لدى وزير المالية، مكلفة بإصلاح المالية                                                 | 17 يونيو 2002        |                    | حكومة بن فليس الثالثة   | [ 15 ] [ 17 ] |
| فتيحة منتوري         | وزيرة منتدبة لدى وزير المالية، مكلفة بإصلاح المالية                                                 | 9 مايو 2003          |                    | حكومة أويحيى الثالثة    | [ 18 ]        |
| فتيحة منتوري         | وزيرة منتدبة لدى وزير المالية، مكلفة بإصلاح المالية                                                 | حكومة أويحيى السادسة |                    |                         |               |
| سكينة مساعدي         | وزيرة منتدبة لدى رئيس الحكومة، مكلفة بالجالية الوطنية بالخارج                                       | 6 سبتمبر 2003        |                    | حكومة أويحيى الثالثة    | [ 16 ]        |
| سكينة مساعدي         | وزيرة منتدبة لدى رئيس الحكومة، مكلفة بالجالية الوطنية بالخارج                                       | 26 أبريل 2006        |                    | حكومة أويحيى الرابعة    | [ 12 ]        |
| الزهراء دردوري       | وزيرة البريد وتكنولوجيات الاعلام والاتصال                                                           |                      |                    | حكومة سلال الثانية      |               |
| الزهراء دردوري       | وزيرة البريد وتكنولوجيات الاعلام والاتصال                                                           |                      |                    | حكومة سلال الثالثة      | [ 19 ]        |
| جميلة تمازيرت        | وزيرةً للصناعة والمناجم                                                                              |                      |                    |                         | [ 20 ]        |
| دليلة بوجمعة         | وزيرة تهيئة الإقليم والبيئة                                                                         |                      |                    | حكومة سلال الثانية      |               |
| دليلة بوجمعة         | وزيرة التهيئة العمرانية والبيئة                                                                     |                      |                    | حكومة سلال الثالثة      | [ 21 ]        |
| عائشة طاغابو         | وزيرة منتدبة لدى وزير تهيئة الإقليم والسياحة والصناعات التقليدية مكلفة بالصناعات التقليدية          |                      |                    | حكومة سلال الثالثة      |               |
| عائشة طاغابو         | وزيرة منتدبة لدى وزير تهيئة الإقليم والسياحة والصناعات التقليدية مكلفة بالصناعات التقليدية          | حكومة سلال الرابعة   |                    |                         |               |
| عائشة طاغابو         | وزيرة منتدبة لدى وزير تهيئة الإقليم والسياحة والصناعات التقليدية مكلفة بالصناعات التقليدية          |                      |                    | حكومة سلال الخامسة      | [ 22 ]        |
| فاطمة الزهراء زرواطي | وزيرة البيئة والطاقات المتجددة                                                                      |                      |                    |                         | [ 23 ]        |
| مونية مسلم           | وزيرة التضامن الوطني والأسرة وقضايا المرأة                                                          |                      |                    | حكومة سلال الثالثة      |               |
| مونية مسلم           | وزيرة التضامن الوطني والأسرة وقضايا المرأة                                                          | حكومة سلال الرابعة   |                    |                         |               |
| مونية مسلم           | وزيرة التضامن الوطني والأسرة وقضايا المرأة                                                          |                      |                    | حكومة سلال الخامسة      | [ 21 ]        |
| مريم مرداسي          | وزيرة الثقافة                                                                                       |                      |                    | حكومة بدوي              | [ 23 ]        |
| نادية لعبيدي         | وزيرة الثقافة                                                                                       |                      |                    | حكومة سلال الثالثة      | [ 21 ]        |
| نورية بن غبريط       | وزيرة التربية                                                                                       |                      |                    | حكومة سلال الثالثة      | [ 21 ]        |
| نورية بن غبريط       | وزيرة التربية                                                                                       | حكومة سلال الرابعة   |                    |                         |               |
| نورية بن غبريط       | |                      | حكومة سلال الخامسة |                         |               |
| غنية الدالية         | وزيرة العلاقات مع البرلمان                                                                          |                      |                    | حكومة سلال الخامسة      | [ 24 ]        |
| غنية الدالية         | وزيرة التضامن الوطني والأسرة وقضايا المرأة                                                          |                      |                    |                         | [ 25 ]        |
| نورية يمينة زرهوني   | وزيرة السياحة والصناعة التقليدية                                                                    |                      |                    | حكومة سلال الثالثة      | [ 21 ]        |
| هدى إيمان فرعون      | وزيرة البريد وتكنولوجيات الإعلام والإتصال                                                           |                      |                    | حكومة سلال الرابعة      |               |
| هدى إيمان فرعون      | وزيرة البريد وتكنولوجيات الإعلام والإتصال                                                           |                      |                    | حكومة سلال الخامسة      | [ 26 ]        |
| مليكة بن دودة        | وزيرة الثقافة                                                                                       |                      |                    |                         | [ 27 ]        |
| نصيرة بن حراث        | وزيرة البيئة والطاقات المتجددة                                                                      |                      |                    |                         | [ 27 ]        |
| كوثر كريكو           | وزيرة التضامن الوطني والأسرة وقضايا المرأة                                                          |                      |                    |                         | [ 27 ]        |
| كوثر كريكو           | وزيرة التضامن الوطني والأسرة وقضايا المرأة                                                          |                      |                    | حكومة بن عبد الرحمان    | [ 28 ]        |
| بسمة عزوار           | وزيرة العلاقات مع البرلمان                                                                          |                      |                    |                         | [ 27 ]        |
| بسمة عزوار           | وزيرة العلاقات مع البرلمان                                                                          |                      |                    | حكومة بن عبد الرحمان    | [ 28 ]        |
| هيام بن فريحة        | وزيرة التكوين والتعليم المهني                                                                       |                      |                    |                         | [ 27 ]        |
| وفاء شعلال           | وزيرة الثقافة والفنون                                                                               | 7 يوليو 2021         | مستمرة             | حكومة بن عبد الرحمان    | [ 28 ]        |
| سامية موالفي         | وزيرة البيئة                                                                                        | 7 يوليو 2021         | مستمرة             | حكومة بن عبد الرحمان    | [ 28 ]        |

## طالع أيضًا
- قائمة الوزيرات العراقيات
- قائمة الوزيرات التونسيات